# Spiel mir das Lied vom Tod
Spiel mir das Lied vom Tod (Originaltitel C’era una volta il West; internationaler Titel Once Upon a Time in the West) ist ein von Sergio Leone inszenierter Italowestern in italienisch-US-amerikanischer Koproduktion. Seine Uraufführung fand am 21. Dezember 1968 in Rom statt; der Kinostart in der Bundesrepublik Deutschland folgte am 14. August 1969. Der Film zählt zu den größten Erfolgen seines Genres sowohl bei Kritikern als auch beim Publikum und gilt als Klassiker, der sich selbst nicht immer ernst nimmt. Er wurde 2009 mit der Aufnahme ins National Film Registry geehrt.
Rund um den Bau einer Eisenbahnstrecke entfaltet sich eine epische Geschichte aus Rache, Gier und Mord, in deren Zentrum vier Personen – gespielt von Henry Fonda, Claudia Cardinale, Charles Bronson und Jason Robards – stehen. Im literarischen Sinne handelt es sich um eine Schachtelgeschichte, deren Auflösung in einer Analepse, zum Ende des Filmes, in einem szenischen Rückblick erfolgt (Erzähltheorie).
Spiel mir das Lied vom Tod bildet den ersten Teil von Leones Es war einmal …-Trilogie bzw. Amerika-Trilogie. Es folgen Todesmelodie (1971) und Es war einmal in Amerika (1984). Die Filme nehmen inhaltlich keinen Bezug aufeinander.

## Handlung

### Kurzfassung

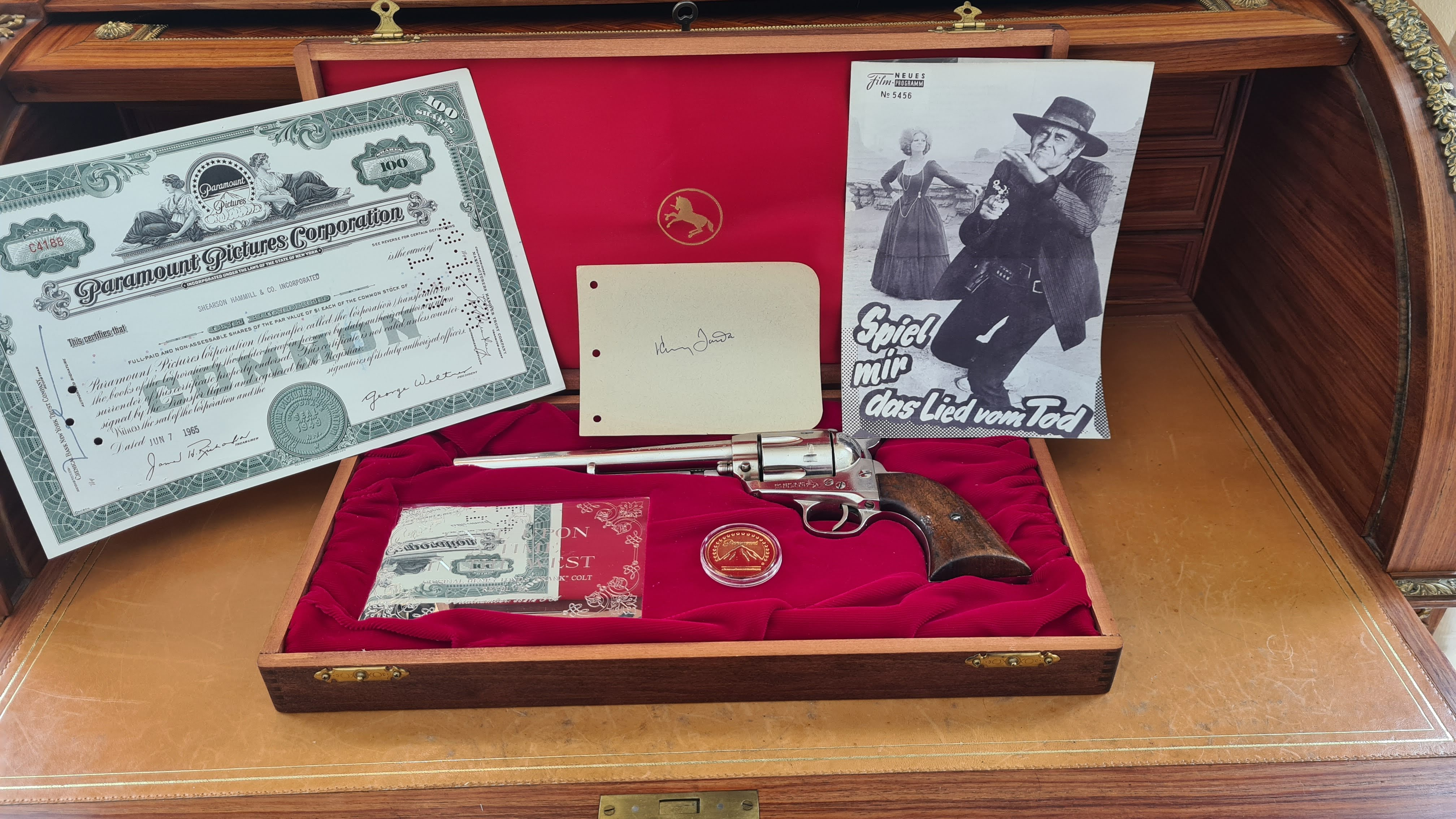
Franks langläufiger US Colt Single Action 1873 Cavalry Model

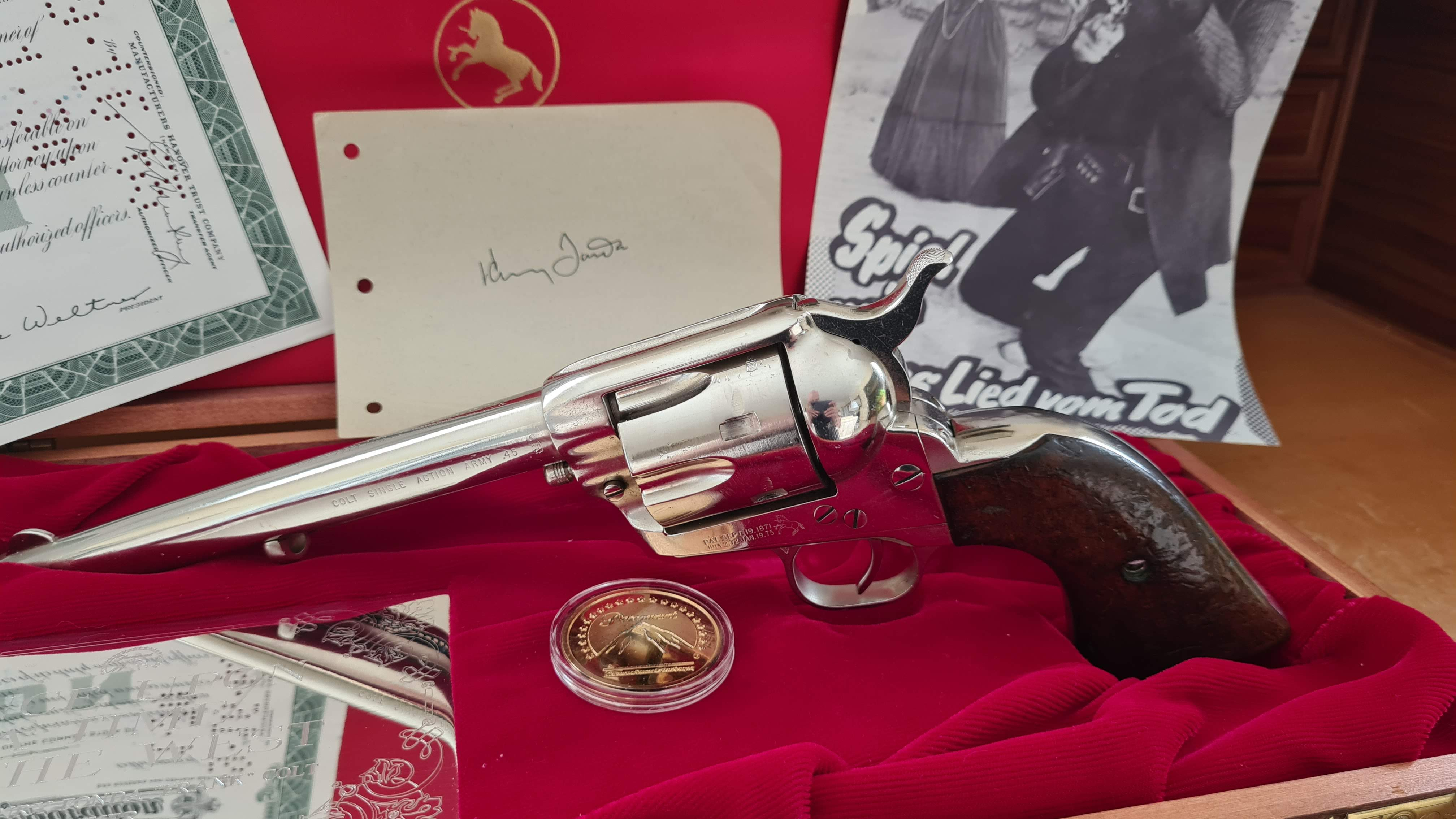
Nahaufnahme des verchromten Revolvers mit 7-1/2-Zoll-Lauf

Der Wilde Westen der USA: Der Industrielle Morton leidet an Knochentuberkulose im Endstadium. Vor dem nahenden Tod möchte er seinen Lebenstraum verwirklicht sehen, die Verlegung eines Eisenbahngleises bis hin zum Pazifik. Dazu ist dem in einem komfortablen Zug lebenden Millionär jedes Mittel recht. Um in den Besitz der zur Betankung von Dampflokomotiven wichtigen Wasserstelle Sweetwater zu gelangen, soll deren Eigentümer eingeschüchtert werden. Zu Mortons Ärger tötet aber sein Handlanger Frank den widerspenstigen Sweetwater-Besitzer McBain und dessen drei minderjährige Kinder. Der Ermordete hatte nicht verkaufen wollen, sondern geplant, einen eigenen Bahnhof samt dazugehöriger Stadt zu errichten, um von dem Eisenbahnboom zu profitieren. Am Tatort lassen Franks Spießgesellen absichtlich den Fetzen eines Staubmantels zurück, um den Verdacht auf die stets mit solchen Mänteln bekleidete Bande des gesuchten Verbrechers Cheyenne zu lenken.
Als Morton erfährt, dass McBain kurz vor seinem Tod im fernen New Orleans geheiratet hat und es damit eine rechtmäßige Erbin des Sweetwater-Anwesens gibt, soll auch diese sterben. Doch Frank verschont die inzwischen angereiste attraktive Witwe Jill McBain, eine ehemalige Prostituierte, und zwingt ihr eine Affäre auf. Weder Jill noch die übrigen Bewohner der Gegend wissen um den strategischen Wert des Grundstücks, weil McBain sein Wissen für sich behalten hatte. Darum stellt das zahlreiche auf dem Sweetwater-Anwesen lagernde, von McBain bestellte Baumaterial die Ahnungslosen vor ein Rätsel. Frank schmiedet unterdessen eigene Pläne: Er möchte Sweetwater von Jill zu einem Spottpreis ersteigern, um es dann seinerseits teuer an seinen Boss Morton weiterzuverkaufen. Den Schachzug durchkreuzt ein namenloser, Mundharmonika spielender Fremder, der ebenfalls um den Wert des Sweetwater-Anwesens weiß. Er hat Cheyenne gefasst, vom Sheriff die ausgesetzte Belohnung kassiert und so die Auktion für sich entschieden. Als Frank ihn zum Verkauf des Grundstücks nötigen will, lässt sich der Fremde nicht einschüchtern.
Unterdessen besticht Morton, dem Frank zu eigenmächtig geworden ist, einige von dessen Revolverhelden, damit diese ihren eigenen Anführer umbringen. Dieser kann die Attentäter ausschalten, auch dank der Hilfe „Mundharmonikas“. Der geheimnisvolle Fremde tut dies nicht aus Sympathie, sondern weil er sich Frank bis zum Schluss „aufheben“ möchte. Als Frank an Morton Rache nehmen will, muss er feststellen, dass jener mitsamt seiner Entourage bereits das Opfer eines Überfalls geworden ist. Wie sich später herausstellt, war die Aktion das Werk von Cheyennes Bande, die ihren Chef zuvor aus den Händen der Justiz befreit hatte. Cheyenne überlebt den heftigen Kampf als einziger, seine und Mortons jeweiligen Kumpane sterben im Kugelhagel.
In Sweetwater kommt es schließlich zum Pistolenduell zwischen Frank und „Mundharmonika“. Wie sich herausstellt, ist Letzterer der jüngere Bruder eines der vielen Opfer, die Frank auf dem Gewissen hat. „Mundharmonika“ zieht weiter und lässt die jetzt wohlhabende Jill zurück. Cheyenne, der sich inzwischen mit „Mundharmonika“ verbündet hatte, stirbt kurz darauf an einer von ihm verschwiegenen Schussverletzung. Diese rührt vom Angriff auf Mortons Zug her, als Cheyenne gezögert hatte, auf den „Krüppel“ Morton anzulegen, der dann zuerst schoss.

### Langfassung
Ende des 19. Jahrhunderts inmitten der Halbwüste im Südwesten der USA: Drei zwielichtige Revolvermänner in langen Staubmänteln besetzen den einsamen und heruntergekommenen Bahnhof Cattle Corner. Ein Zug trifft ein, doch scheint kein Reisender auszusteigen. Der Zug fährt weiter und die Männer wenden sich zum Gehen, halten jedoch inne, als von einer Mundharmonika eine klagende Melodie zu hören ist. Der Mundharmonikaspieler ist auf der anderen Seite des Zuges ausgestiegen. Dieser namenlose Reisende hatte eigentlich einen gewissen „Frank“, den Anführer der drei Männer, erwartet. Jener ist aber nicht da, sondern hat die drei Revolvermänner vorgeschickt, und einer von diesen spottet, sie hätten wohl vergessen, ein zusätzliches Pferd mitzubringen: Der Reisende soll sterben. Der Mundharmonikaspieler jedoch erwidert trocken, sie hätten nicht ein Pferd zu wenig, sondern zwei Pferde zu viel mitgebracht. Er hat, durch die Reisetasche verdeckt, bereits seine Waffe in der Hand. Als die Männer ziehen, erschießt er die drei, bekommt selbst einen Schuss in den linken Arm, kann den Bahnhof aber verlassen.
Szenenwechsel: Die Farm Sweetwater liegt in einer trockenen Einöde. Der verwitwete irische Farmer Brett McBain bereitet mit seinen drei Kindern ein Fest im Freien anlässlich der Ankunft seiner kurz zuvor in New Orleans angetrauten Frau Jill vor, viele Gäste sind geladen. Plötzlich signalisiert das Verstummen der Grillen Gefahr. Eine Bande von Männern in Staubmänteln erschießt im Auftrag McBain und die zwei erwachsenen Kinder Maureen und Patrick aus dem Hinterhalt. Der kleine Timmy rennt aus dem Haus, steht verstört vor den Mördern und wird schließlich von deren Anführer, den einer seiner Komplizen als „Frank“ angesprochen hat, erschossen.
Jill, die in New Orleans als Prostituierte gearbeitet hatte und diesem Leben entkommen wollte, kommt am Bahnhof der nächsten Stadt, Flagstone an. Da niemand sie abholt, lässt sie sich mit einer Kutsche nach Sweetwater fahren und erfährt vom Kutscher, dass McBain für verrückt gehalten werde, auf diesem unfruchtbaren Stück Land eine Farm aufzubauen. Während der Fahrt treffen sie auf Arbeiter, die eine Eisenbahnstrecke errichten. Bei einer Rast unterwegs erlebt sie mit, wie der gefangene Herumtreiber Cheyenne in einer Schießerei seine Bewacher tötet und auf den rätselhaften namenlosen Mundharmonikaspieler trifft, der sich von ihm aber nicht einschüchtern lässt, sondern ihm sogar seine Waffe leiht, um die Kette zwischen den Handschellen aufzuschießen. Er erfährt von Cheyenne, dass es nicht dessen Männer waren, die am Bahnhof auf ihn warteten. Auf Sweetwater wird Jill von den geladenen Gästen betreten erwartet. Sie haben die vier Leichen auf Tischen aufgebahrt. Jill entschließt sich, die Farm als Erbin allein weiterzuführen.
Der Sheriff verdächtigt Cheyenne, dessen Bandenmitglieder als Erkennungszeichen lange Staubmäntel tragen, des Mordes. Doch als Cheyenne Jill besucht, erkennt sie, dass dieser zwar ein Gauner sein mag, aber kein Meuchelmörder.
Der Eisenbahnmogul Morton, der schwer an Knochentuberkulose leidet und sich nur mit Hilfsmitteln fortbewegen kann, möchte vor seinem Tode unbedingt seine Bahnstrecke zum Pazifik fertigstellen. Zwischen ihm und dem für ihn arbeitenden Verbrecher Frank kommt es zu einer Auseinandersetzung, da McBain von Frank zwar eingeschüchtert, nicht aber erschossen werden sollte. Frank soll nun Jill unschädlich machen. Er plant jedoch insgeheim, sich die Farm selbst anzueignen.
Der Namenlose, ersatzweise „Mundharmonika“ genannt, trifft auf Jills Farm ein. Er erschießt dort zwei Männer in langen Mänteln, als sie die beiden angreifen. Es scheinen Männer von Cheyenne zu sein, doch auch diese wurden von Frank geschickt. Jill lässt Frank eine Nachricht zukommen und der Überbringer führt „Mundharmonika“ zu Frank, der ihn aber in Mortons Zug gefangen nehmen kann. Dort kommt es zu einer ersten Konfrontation zwischen Frank und dem Namenlosen. Dieser zählt drohend Namen von Leuten auf, die Frank getötet hat. Als Frank sich zu Jill aufmacht, wird der Namenlose von Cheyenne befreit, der sich unter dem Zug versteckt hatte. Dieser tötet dabei drei Mitarbeiter von Morton, verschont Letzteren aber.
Jill hatte Holzmodelle von Gebäuden in einer Kiste gefunden, kurz darauf wird eine große Menge Baumaterial auf der Farm angeliefert. Der Namenlose erkennt McBains Pläne: Dieser hat früh erkannt, dass der reiche Eisenbahnunternehmer Morton seine im Bau befindliche Strecke zum Pazifik zwingend über Sweetwater führen muss, weil dort die einzige Wasserstelle in weitem Umkreis liegt, und auf ein lukratives Geschäft spekuliert. McBain hatte sich beim Kauf der Farm vertraglich verpflichtet, einen Bahnhof und eine Kleinstadt zu bauen, sonst würde die Farm zwangsversteigert werden. Frank hätte die Bauarbeiten in Mortons Auftrag verhindern sollen, damit Morton die Farm selbst kaufen kann. Um Jill zu helfen, die geerbte Farm behalten zu können, beginnen „Mundharmonika“ und Cheyennes Männer mit dem Bau der Stadt auf dem Gelände von Sweetwater.
Frank beginnt ein erotisches Verhältnis mit Jill, nachdem er telegraphiert bekommen hat, dass Jill die beste Prostituierte in ganz New Orleans gewesen ist. Sie lässt sich zu ihrem eigenen Schutz darauf ein, selbst nachdem Frank ihr den Mord an der Familie offen gestanden hat. Persönlich interessiert sie sich allerdings weitaus mehr für den Namenlosen, der dies jedoch nicht erwidert. Auf Franks Druck hin lässt Jill die Farm mit dem Baumaterial versteigern. Doch keiner der Anwesenden gibt ein ernstzunehmendes Gebot ab, da Franks Leute alle einschüchtern. Kurz bevor Frank zu einem Spottpreis an das Land kommt, bietet „Mundharmonika“ trotz Bedrohung durch Franks Männer 5000 Dollar, die er mit der Auslieferung des steckbrieflich gesuchten Cheyenne an den Sheriff finanziert. Cheyenne wird allerdings nicht wie erwartet ins örtliche Gefängnis gesteckt, sondern soll mit Mortons Eisenbahn in ein weiter entferntes, sichereres Gefängnis in Yuma verlegt werden. Doch zwei Männer aus seiner Bande steigen in den Zug ein und sagen beim Kartenticket: nur bis zur nächsten Station.
Wieder kommt es zu einer Konfrontation zwischen dem Namenlosen und Frank, in deren Verlauf der Namenlose wiederum Namen von Menschen aufzählt, die von Frank getötet worden waren, während Frank versucht, ihn zur Aufgabe der Farm zu zwingen. Anschließend wird Frank in eine Schießerei mit seinen eigenen Leuten verwickelt, die von Morton dafür bezahlt wurden, Frank zu töten, weil dieser ihm zu gefährlich wird. Dabei wird Frank überraschenderweise vom Namenlosen unterstützt/gerettet.
Der Namenlose macht sich nun mit Jill daran, McBains Vorhaben zu verwirklichen, die Station und die Stadt fertig zu bauen. Währenddessen wird Cheyenne von seiner Bande aus Mortons Zug befreit, wobei fast alle Mitglieder beider Banden getötet werden. Morton selbst stirbt unweit seines Zuges am Rand einer schmutzigen Wasserpfütze, von Frank verspottet, der gekommen war, um mit ihm abzurechnen.
Schließlich kommt es hinter der Baustelle vor der Sweetwater-Station zum Showdown zwischen Frank und dem Namenlosen, der dort auf ihn gewartet hat. Der Namenlose gewinnt das Duell und steckt dem sterbenden Frank dessen Mundharmonika zwischen die Zähne. Dadurch gibt er sich Frank zu erkennen.
In einer Rückblende ist zu sehen, wie der Bruder des damals noch jugendlichen Namenlosen von Frank grausam ermordet wurde: Er musste sich mit dem Hals in einer Schlinge auf die Schultern seines jungen Bruders stellen, dann schauten Frank und seine Männer amüsiert zu, bis der Junge entkräftet zusammenbrach und damit seinen Bruder erhängte. Vorher hatte Frank ihm die Mundharmonika in den Mund gesteckt und ihm gesagt, er solle ihm „das Lied vom Tod“ spielen (deutsche Synchronisation. Im Original sagt er: „Keep your loving brother happy.“).
Währenddessen trifft Cheyenne auf der McBain-Farm ein, wo Jill auf Mundharmonika wartet, und erklärt ihr, das sei zwecklos: Der gehöre zu der Sorte Männer, die ihr Bündel nehmen und weiterziehen, ohne sich umzudrehen. Und so geschieht es tatsächlich, als der Namenlose vom Duell mit Frank zurückkehrt. Auf Jills Abschiedsgruß, Sweetwater werde auf ihn warten, antwortet er „Irgendeiner wartet immer“ und geht fort (im Original anders: „I hope you come back some day!“ – „Some day.“). Cheyenne folgt ihm zunächst, steigt dann aber vom Pferd ab und stirbt an dem Bauchschuss, den er bei seiner Befreiung von Morton bekommen hatte, nachdem er selbst den schwerkranken Morton nicht zuerst erschießen wollte.
Der Namenlose/Mundharmonika reitet mit Cheyennes Leiche auf dessen Pferd weg, ohne sich um den ersten Zug zu kümmern, der in diesem Moment in Sweetwater einfährt, an dem neu errichteten Bahnhof auf der McBain-Farm vorbei. Jill sieht eine glänzende Zukunft vor sich und versorgt, Cheyennes Ratschlag folgend, dort die Arbeiter mit Erfrischungen.

## Produktion

### Vorproduktion
Nachdem Sergio Leone mit Zwei glorreiche Halunken (1966) seine Dollar-Trilogie abgeschlossen hatte, wollte er eigentlich keinen Italowestern mehr drehen, sondern das Gangster-Epos Es war einmal in Amerika inszenieren. Da er aber keinen Geldgeber fand, der an einen Publikumserfolg seines Gangsterfilms glaubte, entschloss er sich zu einem weiteren Western. Leone wollte zunächst mit United Artists, das seine drei vorherigen Filme schon im Verleih hatte, zusammenarbeiten. Da er aber auf Charles Bronson als Hauptdarsteller beharrte, gab es keine Einigung. Leone fand dann mit der US-amerikanischen Paramount einen Partner, der seinem Besetzungswunsch entsprach und zudem ein im Vergleich zu seinen vorangegangenen Kinofilmen höheres Budget zur Verfügung stellte: 3 Millionen US-Dollar waren mehr als doppelt so viel wie bei seinem Vorgängerfilm Zwei glorreiche Halunken (1,3 Mio. Dollar). Spiel mir das Lied vom Tod war Leones erste US-Produktion.

### Story-Entwicklung
Leone entwickelte die opernhafte Geschichte des Films gemeinsam mit Dario Argento und Bernardo Bertolucci. Das endgültige Drehbuch schrieb er dann mit Sergio Donati, es wurde von Mickey Knox ins Englische übersetzt. Man drängte Leone dazu, die Hauptrolle des Mundharmonikaspielers mit einem großen US-Star zu besetzen. Der Regisseur bestand jedoch auf Charles Bronson, der zwar seit Jahrzehnten in Hollywood arbeitete, sich aber nur in Nebenrollen profiliert hatte (Das dreckige Dutzend, 1966). Leone wollte den verwitterten Bronson, weil „er ein Gesicht hat, mit dem man eine Lokomotive stoppen könnte“. Die Rolle des sadistischen Killers Frank bot er Henry Fonda an, der bis dahin immer nur positive Gestalten verkörpert hatte. Fonda wollte sie zunächst nicht spielen, fand dann aber Gefallen daran, in dem Film einen grundlegenden Imagewechsel zu vollziehen. Er erschien zu den Dreharbeiten mit seiner Meinung nach zu einem bad guy passenden braunen Kontaktlinsen und unrasiertem Gesicht, doch Leone überzeugte ihn, die Figur mit den ihm eigenen stahlblauen Augen zu spielen.

### Filmmusik
Als wesentliches Gestaltungsmerkmal für Leone dient auch in diesem Film die musikalische Untermalung. Ganze Passagen inszenierte er zum Rhythmus der Musik, die der Komponist Ennio Morricone schon vor Beginn der Dreharbeiten fertiggestellt hatte. Verschiedene Melodien charakterisieren die einzelnen Protagonisten. Die klagende Mundharmonika (von Franco de Gemini gespielt), die der Hauptfigur zum Spitznamen gereicht, ist der Schlüssel zum Verständnis der Handlung, der aber erst am Filmende präsentiert wird. Ihr „Lied vom Tod“ zählt zu den bekanntesten Filmkompositionen überhaupt.
Unüblich für jene Zeit und das Genre, nicht aber für Leones Western, war die geradezu opernhafte Musik. Jeder Hauptcharakter hat ein eigenes musikalisches Thema, das leitmotivisch immer wieder aufgegriffen wird, was dem Film einen epischen Charakter verleiht. Besonders überzeugend sind die wortlosen Vocals der italienischen Sängerin Edda Dell’Orso während der Titelmusik für die „Jill“-McBain-Figur. Im Gegensatz dazu wird in der 13-minütigen Eröffnungsszene auf extradiegetische Musik völlig verzichtet, stattdessen werden nur natürliche Geräusche verwendet. Zunächst wollte Leone diese ebenfalls mit einer Komposition von Morricone unterlegen. Aber der Komponist schlug nach einem Besuch eines Konzerts im Stil von John Cage vor, stattdessen eine Geräuschcollage zu verwenden, die – immer weiter verdichtet – schließlich in der Mundharmonikamelodie kulminieren sollte. Die Verlassenheit des Bahnhofs wird durch die Stille und die monotonen Geräusche eines Windrads untermalt, die von Anfang an hörbar sind, sich dem Zuschauer aber erst nach dreieinhalb Minuten, wenn das Windrad erstmals ins Bild kommt, erklären. Die Geräusche sind das Spannung erzeugende Mittel, sie übernehmen die Funktion eines Soundtracks. Jeder der drei Banditen hat sein eigenes Geräusch, sozusagen sein musikalisches Thema. Wassertropfen, die auf den Hut prallen; das Knacken der Fingergelenke; die summende Fliege. Die Geräusche schwellen an, die verschiedenen Themen werden vom Rauschen des Windes und dem Quietschen des Windrads begleitet. So verdichtet sich die Geräuschcollage, was eine besondere Spannung aufbaut. Der einfahrende Zug leitet den Höhepunkt der Klangpalette ein. Das Keuchen und Pusten des Kessels der haltenden Lokomotive erinnert an schweres Atmen. Mit „Mundharmonikas“ Erscheinen startet auch die diegetische Musik. Die natürliche Klangpalette muss weichen, aber nicht ohne Grund. Die drei Themen verstummen, da die Männer, denen sie zugeordnet sind, sterben. Diese Szene steht in starkem Kontrast zu dem praktisch nur von Musik untermalten Ende des Films.

### Drehorte
Die Außenaufnahmen entstanden in der Wüste von Tabernas in der spanischen Provinz Almería und in der Nähe von Guadix am Bahnhof von La Calahorra, Provinz Granada, die Innenaufnahmen in den römischen Cinecittà-Studios. Gedreht wurde auch im Monument Valley in Arizona und in Utah, wo der Regisseur John Ford einst viele bedeutende US-Western inszeniert hatte. Im Abspann dankt man den Vertretern der Navajo für deren Unterstützung in ihrem dortigen Indianerreservat.

### Bildsprache
Der Film weist eine besondere Bildsprache mit langen Einstellungen und Weitwinkelaufnahmen auf. So wird etwa das Eintreffen Jills in einer langen Szene vom Bahnsteig weg bis hinein in die Stadt mit einer einzigen Kamerafahrt inszeniert. Der extravagante Filmschnitt zeichnet sich bereits am Beginn ab, wenn in einem harten Schnitt eine Lokomotive pfeifend über die Kameraposition, d. h. über den Betrachter, fährt. Im weiteren Verlauf führen verschiedene Klammern von einer Szene zur nächsten.

### Besetzung und Synchronisation
| Figur                       | Darsteller        | Deutscher Sprecher                                        |
| --------------------------- | ----------------- | --------------------------------------------------------- |
| Frank                       | Henry Fonda       | Ernst Wilhelm Borchert                                    |
| Jill McBain                 | Claudia Cardinale | Beate Hasenau                                             |
| „Mundharmonika“             | Charles Bronson   | Michael Chevalier (Ein Satz in Langfassung: Thomas Albus) |
| Manuel „Cheyenne“ Gutiérrez | Jason Robards     | Arnold Marquis                                            |
| Mr. Morton                  | Gabriele Ferzetti | Paul Edwin Roth                                           |
| Brett McBain                | Frank Wolff       | Martin Hirthe                                             |
| Sheriff von Flagstone       | Keenan Wynn       | Hans Wiegner                                              |
| Kutscher Sam                | Paolo Stoppa      | Wolfgang Amerbacher                                       |
| Barmann                     | Lionel Stander    | Eduard Wandrey                                            |
| Snaky, erster Pistolenheld  | Jack Elam         | Gert Günther Hoffmann                                     |
| Stony, zweiter Pistolenheld | Woody Strode      | Edgar Ott                                                 |
| Ein Gehilfe Franks          | Benito Stefanelli | Klaus Sonnenschein                                        |
| Bahnhofsvorsteher           | Antonio Palombi   | Erich Kestin                                              |

Leone hatte geplant, die drei Killer in der Anfangssequenz von den Hauptdarstellern des Vorgängerfilms Zwei glorreiche Halunken darstellen zu lassen. Lee van Cleef und Eli Wallach waren einverstanden, doch Clint Eastwood stand nicht zur Verfügung, da er bereits mit den Dreharbeiten zu Hängt ihn höher beschäftigt war. Der Schauspieler Al Mulock, der zu Beginn des Films als fingerknackender Bandit zu sehen ist und auch schon in Zwei glorreiche Halunken aufgetreten war, beging während der Dreharbeiten Suizid, indem er in seinem Kostüm aus dem Hotelfenster sprang. Seine beiden Kumpane wurden von Woody Strode und Jack Elam gespielt.
Die Besetzung von Henry Fonda als mörderischer Bandit Frank war insofern für das Kinopublikum eine Überraschung, als Fonda vor allem durch seine Verkörperung von guten und aufrechten Figuren bekannt geworden war. Sein Auftritt als Frank bedeutete daher einen radikalen Rollenwechsel. Für Charles Bronson bedeutete die Rolle des „Mundharmonika“ den Durchbruch zum internationalen Filmstar, nachdem er zuvor meist nur Nebenrollen bekleidet hatte, z. B. 1954 noch als Charles Buchinsky neben Jack Elam in Vera Cruz, in dem Bronson auch Mundharmonika spielte. So spielte er in seinen nächsten beiden Filmen Bei Bullen „singen“ Freunde nicht und Der aus dem Regen kam die Hauptrolle.
Die deutsche Synchronfassung entstand 1968 bei der Berliner Synchron GmbH unter Leitung von Gert Günther Hoffmann.

### Änderungen in der deutschen Synchronfassung
Der im deutschen Sprachraum titelgebende Satz „Spiel mir das Lied vom Tod“ kommt in der englischen Originalfassung des Films nicht vor. In der deutschen Synchronisation sagt Frank diesen Satz in der Rückblende der Lynch-Szene zum Namenlosen, als er ihm eine Mundharmonika zwischen die Zähne schiebt. Im englischen Original sagt Frank in dieser Situation allerdings „Keep your loving brother happy“ (etwa: „Halt deinen lieben Bruder bei Laune“). Mangels dieser Information wird der Ermordete wegen des großen Altersunterschieds im deutschen Sprachraum oft als Vater des Namenlosen aufgefasst. Der deutsche Titel Spiel mir das Lied vom Tod charakterisiert den Film als brutalen Italo-Western und verändert den Fokus der Handlung – der Film wird dadurch mehr zur Geschichte des Namenlosen, während der englische Titel Once Upon a Time in the West mehr Wert auf die Gesamthandlung und die sich durch die Modernisierung verändernde „time in the west“ legt. „Once upon a time …“ ist die Anfangsfloskel vieler englischsprachiger Märchen, vergleichbar mit dem deutschen „Es war einmal …“. Damit wird die Rolle des Western als Mythos und Legende unterstrichen.
Im Unterschied etwa zur französischen oder spanischen Fassung hat die deutsche Synchronversion inhaltliche Verschiebungen und Über-Ausformulierungen vorgenommen. In einigen Szenen werden einer Figur, deren Lippenbewegungen aufgrund der Kamera-Perspektive oder Film-Montage gerade nicht zu sehen sind, Dialogzeilen in den Mund gelegt. So sagt Frank nur in der deutschen Fassung „Der Pazifik, hm?“ zum tödlich angeschossenen Eisenbahnbaron Morton, der mit seiner Eisenbahn unbedingt den Pazifischen Ozean erreichen wollte und jetzt mit dem Gesicht in einer schlammigen Pfütze stirbt.
Teilweise wird dadurch sogar die Aussage verändert: Bei ihrem ersten Zusammentreffen in der Raststation verneint Cheyenne die Frage des Namenlosen, ob die drei am Bahnhof erschossenen Männer seine Männer gewesen seien, mit den Worten: „Meine Männer begehen keine Massaker.“ Im Original sagt er hingegen “My men don’t get killed” („Meine Männer werden nicht getötet“).
Nachdem zu Beginn des Films der kleine Timmy McBain den Mördern seiner Familie begegnet, spricht einer der Männer Frank mit Namen an und fragt ihn, was sie mit ihm (Timmy) machen sollen, worauf Frank Timmy erschießt. In der deutschen Fassung verbittet sich Frank zuvor, namentlich angesprochen zu werden („Du sollst nicht meinen Namen nennen!“). Im englischen Original erwidert Frank: „Now that you’ve called me by name …“ („Jetzt, da du mich beim Namen genannt hast …“). Im englischen Original darf Timmy demnach nur deshalb nicht am Leben bleiben, weil Franks Name gefallen ist. In der deutschen Fassung bleibt eher offen, ob Frank ihn nicht ohnehin töten wollte.
Auch andere Figuren werden in der deutschen Synchronisation verändert dargestellt: Während „Mundharmonika“ und Frank deutlicher als „harte Kerle“ profiliert werden, erscheinen Cheyenne und Jill wiederum stärker romantisch veranlagt. Als Cheyenne sich gegen Ende des Films im Haus von Sweetwater rasiert, macht Jill ihm ein Kompliment und zugleich ein Angebot, das von der deutschen Version ins Gegenteil umgedeutet wird:
| Original | präzise Übersetzung | Deutsche Synchronisation |
| --- | --- | --- |
| Jill: “Hey, you’re sort of a handsome man.” | „Hey, du bist doch ein ziemlich gutaussehender Mann.“ | „Hey, Cheyenne und müde?“ |
| Cheyenne: “But I am not the right man. And neither is he (= Harmonica).” | „Aber ich bin nicht der richtige Mann. Und er (= Mundharmonika) ist es auch nicht.“ | „Wir werden alle mal müde. Er (= Mundharmonika) nicht.“ |
| J.: “Maybe not and it doesn’t matter.” | „Vielleicht nicht. Und das stört mich nicht.“ | „Ja vielleicht, aber das ist ja auch egal.“ |
| Ch.: “You don’t understand, Jill. People like that have something inside. Something to do with death. If that fella lives, he’ll come in through that door, pick up his gear and say adiós. It would be nice to see this town grow.” | „Du verstehst mich nicht, Jill. Leute wie er tragen etwas in sich, das mit dem Tod zu tun hat. Wenn der Typ noch lebt, wird er durch diese Tür reinkommen, sein Zeug nehmen und ‚adiós‘ sagen. Es wäre schön, diese Stadt wachsen zu sehen.“ | „Das versteht eine Frau nicht, Jill. Männer wie er können nicht anders. Die leben mit dem Tod. Und wenn er jetzt hier reinkommt, dann nimmt er seine Sachen vom Nagel, verschwindet und dreht sich nicht einmal um. Ich bleibe hier, wenn du das willst.“ |

Im Original sucht Jill einen Mann als Lebensgefährten – mit „it doesn’t matter“ drückt sie aus, dass es nicht „der Richtige“ sein muss, kein Mann zum Verlieben, und wenn „Mundharmonika“ das Duell nicht überlebt, sei ihr Cheyenne genauso recht. Er erwidert ihr, dass sich ihre Hoffnung mit keinem von beiden erfüllen wird – „Mundharmonika“ wird zeitlebens ein Getriebener bleiben und nie sesshaft werden. Mit dem letzten Satz im Original bedauert Cheyenne, dass er selbst nicht mehr lange genug leben wird, um Sweetwater wachsen zu sehen.
Die deutsche Synchronisation unterstellt Cheyenne dagegen Erschöpfung und Sehnsucht nach einem geregelten Leben, als wolle der (tödlich verletzte!) Bandit sich eine bürgerliche Existenz aufbauen und bei Jill bleiben, was sie stillschweigend ablehnt, indem sie nicht darauf reagiert. Jills Pragmatismus im Original wird so zur Romantik: Sie will nur den einen, nur Mundharmonika.
Auch der letzte Dialog zwischen Jill und „Mundharmonika“ wirkt im Original zwar banaler, gleichzeitig aber lässt er ihr auch Hoffnung, während er in der deutschen Version ihre Einladung als bedeutungslos beiseite wischt:
| Original                             | präzise Übersetzung                         | Deutsche Synchronisation      |
| ------------------------------------ | ------------------------------------------- | ----------------------------- |
| J.: “I hope you come back some day.” | „Ich hoffe, du kommst wieder, eines Tages.“ | „Sweetwater wartet auf dich.“ |
| M.: “Some day.”                      | „Eines Tages.“                              | „Irgendeiner wartet immer.“   |

## Erfolg und filmgeschichtliche Bedeutung
Spiel mir das Lied vom Tod bezeichnet man als ersten Teil einer Trilogie, die noch aus den Filmen Todesmelodie (1971) und Es war einmal in Amerika (1984) besteht. Die Werke werden oft die Es-war-einmal- oder Amerika-Trilogie genannt, denn der Originaltitel des ersten Teils lautet C’era una volta il West (Es war einmal der Westen) und für Todesmelodie hatte Leone ursprünglich den Titel C’era una volta … la rivoluzione! (Es war einmal … die Revolution!) geplant; außerdem behandeln all diese Filme prägende Abschnitte der amerikanischen Geschichte, deshalb auch der Titel Amerika-Trilogie.
Als der Film Spiel mir das Lied vom Tod in den USA gestartet wurde, fand er dort kein Publikum. Die Zuschauer, die von der harten und zynischen Dollar-Trilogie begeistert waren, konnten sich mit dem eher opernhaften Film nicht anfreunden. Spiel mir das Lied vom Tod war für den US-Start außerdem erheblich gekürzt worden, sodass sich dem Zuschauer viele inhaltliche Zusammenhänge nicht erschließen konnten. 1980 wurde mit Michael Ciminos Heaven’s Gate ein ähnlich episch angelegter Western nach ebenfalls starken Kürzungen zu einem der teuersten Flops der Filmgeschichte.
In Europa, wo der Film in verschieden langen Fassungen gezeigt wurde, entwickelte sich Spiel mir das Lied vom Tod nach einem eher schwachen Kinostart zu einem Kultfilm und großen Erfolg. Besonders in Frankreich und Deutschland wurde Leones epischer Western zu einem der populärsten und bekanntesten Kinofilme und wurde jahrzehntelang regelmäßig aufgeführt. Charles Bronson gelang mit diesem Film der Durchbruch zum Superstar – und er variierte jahrelang mit großem Erfolg die Rolle des schweigsamen Rächers und Revolvermannes.
Spiel mir das Lied vom Tod wird von manchen Zuschauern als langatmig empfunden, ist aber weithin als Meisterwerk anerkannt und Bestandteil der Popkultur geworden. Einige Synchrondialoge fanden als Redewendung Eingang in die deutsche Sprache (zum Beispiel „Irgendeiner wartet immer!“) und viele Szenen gehören zum kollektiven Gedächtnis des Kinopublikums (Anfangssequenz, Lynch-Szene).
Der Film spielte weltweit knapp 60 Millionen Dollar ein und war damit im Verhältnis zu seinen Kosten ein gigantischer Erfolg. Er blieb bis 1990 der erfolgreichste je produzierte Western, als ihn Kevin Costners Der mit dem Wolf tanzt mit 424,2 Millionen Dollar Einspielergebnis übertraf. Spiel mir das Lied vom Tod ist heute noch einer der bekanntesten Western überhaupt.
Der legendäre erste Satz des Namenlosen, die Frage „Wo ist Frank?“, ist eine deutliche Anspielung auf das filmische Vorbild Zwölf Uhr mittags (High Noon), wo Gangster Frank Miller in einer ikonenhaften Szene tatsächlich mit dem Zug ankommt und drei Kumpane trifft, die schon auf ihn gewartet haben. Der Namenlose in Spiel mir das Lied vom Tod ordnet die drei Schurken, die auf ihn warten, mit seiner Frage in eine große Vorgeschichte ein und macht zugleich deutlich, dass sich die Zeiten geändert haben: Die aufrechten Sheriffs sind verschwunden und Leute wie Morton haben sich durchgesetzt.
Leone sah sein Werk als eine Art „Conclusio“ des Westerngenres: Viele Elemente und Szenen spielen auf Genreklassiker an, wie beispielsweise Der Schwarze Falke (1956), Mein großer Freund Shane (1953), Johnny Guitar (1954), Zwölf Uhr mittags (1952), Die glorreichen Sieben (1960) und Das eiserne Pferd (1924).
Wesentlichen Anteil an der Popularität des Films hat überdies Ennio Morricones Filmmusik, deren Bedeutung über den Film hinausragt. Insbesondere die Titelmelodie wurde zum Evergreen.

## Kritiken
Spiel mir das Lied vom Tod gilt als Meisterwerk, was sich auch in den Auswertungen US-amerikanischer Aggregatoren widerspiegelt. So erfasst Rotten Tomatoes fast ausschließlich wohlwollende Besprechungen und ordnet den Film damit als „Verbrieft Frisch“ ein. Metacritic ermittelt aus den vorliegenden Bewertungen „Einhelliges Lob“.
Der vielfach ausgezeichnete Film erreicht auf zahlreichen Listen nach wie vor hohe Platzierungen, z. B. setzten ihn Regisseure 2012 in einer Umfrage von Sight and Sound auf Platz 44 der 100 besten Filme. Und die Redaktion der Filmzeitschrift Cinema wählte ihn auf Platz 7 der zwanzig besten Filme der 1960er Jahre. Insgesamt listet They Shoot Pictures, Don’t They? Spiel mir das Lied vom Tod unter den angesehensten Werken der Filmgeschichte.
Es folgen einige repräsentative Pressestimmen:

„Once Upon a Time in the West ist ein Bericht von einer Reise in ein fernes Land, das Amerika heißt und Atlantis bedeutet. Paradise Lost. Von seiner Reise hat Leone Bilder des Promised Land zurückgebracht, Bilder einer Sehnsucht und eines Traumes. Er hat diese Bilder mit den Mitteln einer populären mediterranen Kunstform, der Oper, verknüpft. […] Und indem Leone amerikanische Bilder einer europäischen Struktur verpflichtet, macht er ihre Schönheit erfahrbar als die eines Traumes. Paradise Regained: Das in jeder Einstellung schmerzlich präsente Bewusstsein von der Vergeblichkeit, den Traum ungebrochen zu reproduzieren, sichert dem Film die Authentizität des Unwirklichen.“

„Der Film verdient, als einer der größten Western, die jemals entstanden sind, angesehen zu werden.“

„Sergio Leones barocke Pferdeoper ist Resümee, Höhepunkt und Apotheose des Italowesterns, wobei klassische Genrevorbilder einer eigenwilligen Neuinterpretation unterzogen werden. Der Stil des Films huldigt den Mythen der amerikanischen Geschichte und treibt sie zur pessimistischen, oft zynischen Auflösung. In Dramaturgie, Montage, Ausstattung und musikalischer Untermalung ein Musterbeispiel perfekter Kinounterhaltung.“

„Leone hat einen extrem harten Western geschaffen, dabei im Detail seinen Sinn für guten Humor bewiesen und das ganze mit Bildern unterlegt, die sich ins Bewusstsein einbrennen. Spiel mir das Lied vom Tod ist ein Meisterwerk, das auch kommende Generationen noch faszinieren wird.“

Zu den wenigen kritischen Stimmen gehörte Starkritiker Roger Ebert, der bei Kinostart 1969 angesichts der fast  dreistündige Laufzeit befand, „Leone kann nicht zum Ende kommen.“ Abgesehen davon stelle der „gute Spaß“ die Quintessenz der vorhergehenden Dollar-Trilogie dar, nur mit sichtbar höherem Budget.
In seinem Sachbuch Danse Macabre beschrieb der Schriftsteller Stephen King den Film als „eine gewaltige und wunderbar vulgäre Übertreibung der ohnehin schon übertriebenen Archetypen des amerikanischen Westerns. In diesem Film sind Schüsse so laut wie Atomexplosionen; Nahaufnahmen scheinen manchmal minutenlang zu dauern, Schießereien stundenlang; und die Straßen von Leones eigentümlicher kleinen Weiterstadt sind so breit wie Autobahnen.“ Mit diesem und seinen weiteren Filmen sei es ausgerechnet dem europäischen Regisseur Sergio Leone gelungen, „den archetypischen amerikanischen Film zu gestalten, zu definieren und zu typologisieren, was die meisten amerikanischen Kinobesucher offenbar wollen.“
Der Publikumszuspruch ist ebenso ungebrochen. So setzen die Nutzer der Filmdatenbank IMDb Spiel mir das Lied vom Tod auf Platz 52 ihrer Top 250 beliebtesten Filme. Und die Redaktion der Online-Filmcommunity Moviepilot listet ihn auf Platz 13 der besten Filme der 1960er.

## Auszeichnungen
- David di Donatello für die beste Produktion (1969)
- Laurel Award, dritter Platz für Charles Bronson als bester männlicher Hauptdarsteller (1970)
- Goldene Leinwand mit Stern (1984)
- Aufnahme in das National Film Registry (2009)[21]